# Zarząd rzeczą wspólną
Zarząd rzeczą to ogół czynności faktycznych i prawnych mających za przedmiot rzecz stanowiącą przedmiot współwłasności i dotyczących jej utrzymania w należytym stanie, dokonywania ulepszeń, pobierania z niej pożytków i korzyści, a także rozporządzania nią.
Zarząd rzeczą wspólną może być realizowany w trojaki sposób - na zasadach opisanych wprost w kodeksie cywilnym, zawartych w umowie współwłaścicieli lub na podstawie orzeczenia sądowego.

## Zarząd ustawowy
Przepisy kodeksu cywilnego o zarządzie ustawowym znajdują zastosowanie w braku umowy o zarząd rzeczą wspólną pomiędzy współwłaścicielami z wyjątkiem współwłasności nieruchomości w ramach tzw. dużej wspólnoty mieszkaniowej. Podstawowym wyróżnikiem tej postaci zarządu jest podział czynności na dokonywane w ramach zwykłego zarządu, przekraczające zwykły zarząd oraz zachowawcze.

### Czynności zwykłego zarządu
Niektórzy autorzy stwierdzają, że czynności przekraczające zakres zwykłego zarządu to te, które są podejmowane wyjątkowo, a ponadto powinno się uwzględniać stosunki danego podmiotu i według nich oceniać, czy ze względu na jej rozmiar oraz rodzaj może być uznana za zwykłą (Maurycy Allerhand, Kodeks Handlowy, Komentarz, Bielsko Biała, 1997, s. 129). Inni uważają, że pojęcie to należy rozumieć szerzej, że chodzi tu o sprawy, które nie zostały przyjęte i określone w aktach generalnych danego podmiotu (tu np. w statucie wspólnoty mieszkaniowej – umowie o sposobie zarządu nieruchomością wspólną) lub w późniejszej uchwałach, jako sprawy należące do zakresu działalności danego podmiotu (Kazimierz Kruczalak i inni, Kodeks spółek handlowych, Komentarz, Warszawa 2001, s. 87). Idąc tym tropem, można by uznać, że należy w stosownych uchwałach, czy umowie o zarządzaniu nieruchomością zadecydować, które konkretne działanie uznaje się za czynność zwykłego zarządu.

### Czynności przekraczające zwykły zarząd
W art. 22. 3. ustawy o własności lokali z dnia 24 czerwca 1994 roku (tj. Dz.U. z 2000 r. nr 80, poz. 903) omawiając zarząd ustawowy wspólnot dużych, ustawodawca podał przykłady czynności przekraczających zwykły zarząd. Są nimi m.in.: ustalenie wynagrodzenia zarządu lub zarządcy nieruchomości wspólnej, przyjęcie rocznego planu gospodarczego, ustalenie wysokości opłat na pokrycie kosztów zarządu, zmiana przeznaczenia części nieruchomości wspólnej, czy dokonanie podziału nieruchomości wspólnej.

### Czynności zachowawcze
Do tej kategorii czynności należą wszelkie działania mające na celu zachowanie wspólnego prawa np. zlecenie pilnej naprawy dachu, uszkodzonej kanalizacji wodnej. Czynnością zachowawczą jest także wytoczenie powództwa o wydanie rzeczy wspólnej przeciwko władającej nią osobie, która nie jest współwłaścicielem. Do dokonywania czynności zachowawczych upoważniony jest każdy ze współwłaścicieli.

## Zarząd umowny
W ramach umowy współwłaściciele mogą swobodnie ustalić zasady zarządu rzeczą wspólną, powierzyć zarząd jednemu z nich, osobie trzeciej lub wykonywać go kolektywnie. Sposób zarządu określony w umowie wiąże każdego kolejnego nabywcę udziału we współwłasności jeżeli umowa została ujawniona w księdze wieczystej, albo gdy nabywca o tej umowie wiedział lub z łatwością mógł się dowiedzieć.

## Zarząd sądowy
Zarząd sądowy jest ustanawiany na wniosek każdego ze współwłaścicieli, gdy większość współwłaścicieli nie może dojść do porozumienia w istotnych sprawach z zakresu zwykłego zarządu albo jeżeli większość współwłaścicieli narusza zasady prawidłowego zarządu rzeczą lub krzywdzi mniejszość. Zarząd sprawuje wyznaczony przez sąd zarządca rzeczy, który obowiązany jest dokonywać wszelkich czynności potrzebnych do prowadzenia prawidłowej gospodarki, pobierać i spieniężać pożytki z rzeczy na potrzeby jej zarządu oraz prowadzić sprawy, które przy wykonywaniu zarządu okażą się potrzebne. Zarządca może dokonać czynności przekraczającej zwykły zarząd tylko za zgodą wszystkich współwłaścicieli albo za zezwoleniem sądu.
Zarządca obowiązany jest do składania sądowi sprawozdań z wykonywanego zarządu. Może równocześnie żądać zapłaty wynagrodzenia oraz zwrotu wydatków, jakie osobiście poniósł w związku ze sprawowanym zarządem.